# Agilulf
Agilulf – król Longobardów w latach 591–616. 
Agilulf został jako książę Turynu wybrany na króla Longobardów po śmierci Autariego. Poślubił Teodolindę wdowę po poprzedniku. Za jego panowania wzmocniona została władza królewska oraz postępowała chrystianizacja pod presją papieża Grzegorza Wielkiego i za poparciem królowej Teodolindy. Sam Agilulf nie ochrzcił się jako katolik. Był arianinem, choć w 603 ochrzczony został jako katolik jego syn i przyszły następca Adaloald. Pozwolił św. Kolumbanowi założyć klasztor w Bobbio, po czym w roku 613 wsparł opactwo darowizną.
Po śmierci Zottona, księcia Benewentu, wyznaczył na jego miejsce Arechisa. W księstwie Spoleto ustanowił Ariulfa. Zawarł pokój z Frankami za cenę uznania ich zwierzchnictwa i płacenia trybutu. Ustanowił też pokojowe stosunki z Awarami, którym wysyłał rzemieślników do budowy statków. Wspólnie z Awarami i Słowianami najechał Istrię. Odnosił również liczne sukcesy militarne w 593 zdobył Perugię, w 603 Cremonę i Mantuę. Około 610 dobre relacje z Awarami uległy pogorszeniu, gdyż kagan awarski najechał okolice Wenecji.
Po śmierci Agilulfa w 616 Teodolinda została regentką, sprawującą rządy w imieniu ich małoletniego syna, Adaloalda, który już od 604 za życia ojca był współkrólem.